# Philébosz (dialógus)
Philébosz, Platón egyik kései dialógusa, melynek témája a legfőbb jó meghatározása.

## A dialógus
Philébosz azt állította, hogy az élőlények számára a jót az örömben, a gyönyörben és az élvezetekben kell keresni.
Szókratész meghatározása: az az állapot ami az ember boldoggá teszi az a belátás. Sok kellemes dolog lehet rossz, nem minden gyönyör jó, a gyönyör sokféle és különböző lehet. Hogy pontosan megmondható, hogy mi a jó, ezért külön vizsgálatnak kell alávetni a gyönyört és a belátást. Amelyik semmi másra nem szorul, azaz önmagában elégséges az lesz a legfőbb jó. ha valaminek szüksége van valami másra az nem lehet önmagában jó.
Ha csak az élvezetek nyújtotta gyönyört választanánk, akkor sohasem tudhatjuk meg, hogy boldogok vagyunk-e vagy sem. Azonban az olyan élet sem teljesen elfogadható amelyben bár van ész, teljes az érzéktelenség. Következésképp a helyes élet a gyönyör élet amelyhez ész párosul.
Az élőlényekben akkor keletkezik fájdalom, ha megbomlik az egyensúly: például éhségérzet. Ha a lélek a megfelelő állapotba visszakerül (evés után) akkor gyönyör keletkezik. Mindebből az következik, hogy az istenek nem éreznek gyönyört, sem örömet sem fájdalmat, ugyanis azt tudjuk róluk, hogy "teljesek".
Konklúzió: sem az ész, sem a gyönyör nem jó önmagában, mert hiányzik belőlük a másiktól való függetlenség.